# Zapadnoye Lake
Zapadnoye Lake är en sjö i Antarktis. Den ligger i Östantarktis. Norge gör anspråk på området. Zapadnoye Lake ligger 9 meter över havet.
I övrigt finns följande vid Zapadnoye Lake:
- Ryskalinhøgda (ett berg)